# Serrapinnus notomelas
Serrapinnus notomelas är en fiskart som först beskrevs av Eigenmann, 1915.  Serrapinnus notomelas ingår i släktet Serrapinnus och familjen Characidae. Inga underarter finns listade i Catalogue of Life.